# زمان‌هایی مثل این‌ها (ترانه)
"زمان‌هایی مثل این‌ها" (به انگلیسی: Times Like These) آهنگی از گروه راک آمریکایی فو فایترز است. این چهارمین قطعه از چهارمین آلبوم یکی یکی است و به عنوان دومین تک آهنگ آن در ۱۴ ژانویه ۲۰۰۳ منتشر شد.

## تک‌آهنگ خیریه لایو لاونج آل‌استارز
در پاسخ به دنیاگیری کووید-۱۹، رادیو بی‌بی‌سی ۱ «بزرگ‌ترین» نسخهٔ سالن زنده را به عنوان بخشی از پروژه در خانه بمانید خود ترتیب داد. این آهنگ توسط فریزر تی اسمیث تهیه شده و توسط چریتی سوپرگروپ اجرا شده‌است. هر یک از اعضا به منظور تشویق فاصله گذاری اجتماعی به اندازهٔ سهم خود، در این آهنگ از خانواده‌شان فیلمبرداری و ضبط کردند. این آهنگ در ۲۳ آوریل ۲۰۲۰ منتشر شد در میان موسسات خیریه مختلف در سراسر جهان، سود حاصل از این تک‌آهنگ عمدتاً به کودکان نیازمند و کمک‌های کمیک و همچنین صندوق پاسخگویی همبستگی کووید-۱۹ سازمان جهانی بهداشت تعلق خواهد گرفت. در عرض ۱۲ ساعت پس از انتشار اولیه این آهنگ، ۴۳۰۰۰ دانلود دیجیتالی به دست آورد و وارد ۵ آهنگ برتر جدول تک آهنگ‌های بریتانیا شد. این آهنگ در هفته دوم خود به رتبه ۱ رسید و ۶۶۰۰۰ فروش در جدول‌ها (۷۸٪ آن از راه دانلود) را به دست آورد. این آهنگ همچنین اولین آهنگ تولید شده توسط رادیو بی‌بی‌سی ۱ بود که در صدر جدول قرار گرفت و اولین آهنگ بی‌بی‌سی بود که از زمان «روز تمام عیار» در سال ۱۹۹۷ به رتبه یک رسید. یک ویدیوی متن ترانه از نسخه جلد در ۲۹ آوریل ۲۰۲۰ منتشر شد.

### هنرمندان
این آهنگ توسط هنرمندان زیر اجرا شد:

#### آواز
- ای جی تریسی
- آن ماری
- بن جانستون
- سلست
- کریس مارتین
- دن اسمیت
- دیو گرول
- درموت کندی
- دوآ لیپا
- الی گولدینگ
- گریس کارتر
- هایلی استاینفلد
- جس گلین
- لوک همینگز
- میبل
- مایک کر
- پالوما فیت
- مرد استخوانی راگن
- ریتا اورا
- سایمون نیل
- سم فندر
- شان پل
- سیگرید
- یونگ بلود
- زارا لارسون

#### ابزار
- بن جانستون – پرکاشن
- بن تاچر – سازهای کوبه ای
- کریس مارتین – پیانو
- کریس وود - گلوکن اسپیل
- دیو گرول – درام
- الی گولدینگ – گیتار آکوستیک
- فریزر تی اسمیت – گیتار، پرکاشن، پیانو
- جیمز جانستون – باس
- لوک همینگز - گیتار آکوستیک
- سیگرید – پیانو
- سایمون نیل – گیتار آکوستیک، گیتار الکتریک، ویولن
- تیلور هاوکینز – درام، سازهای کوبه ای
- یونگ بلود – گیتار آکوستیک